# Massacre de Lawrence
Ne doit pas être confondu avec Saccage de Lawrence.

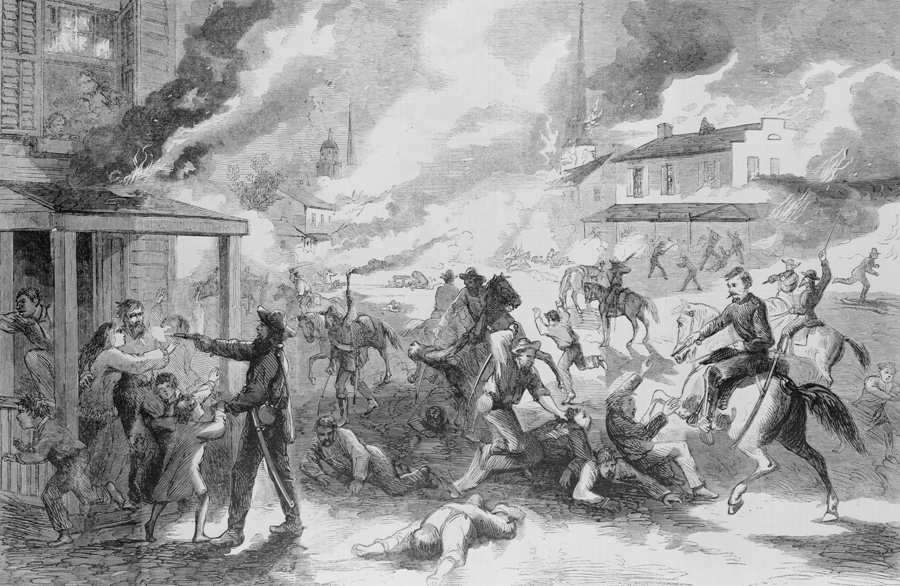
Gravure représentant le massacre de Lawrence.

Le massacre de Lawrence perpétré contre la ville de Lawrence au Kansas au petit matin du 21 août 1863, fut un épisode sanglant de la guerre de Sécession.

## Histoire
Vers la fin de l’automne 1862, les bushwhackers de William Quantrill, venus du Missouri multiplient les exactions au Kansas, qui est abolitionniste. Thomas Ewing, Jr., commandant des forces de l'Union au Kansas, est décidé à faire cesser les raids. À Kansas City, il fait arrêter les épouses et les sœurs de plusieurs hommes de la bande, lesquelles étaient soupçonnées de les aider et de les approvisionner. Le 14 août 1863, le bâtiment où elles sont détenues s'effondre, faisant cinq mortes. 
Quantrill, décidé à se venger, rassemble 450 hommes qu'il dirige vers Lawrence. Il vise le sénateur James Henry Lane, qui y réside, et qui a levé et commandé une brigade de Jayhawkers, équivalent nordiste des bushwackers, et mis à sac Osceola. Quantrill veut également se venger de la ville, car on a voulu l'y pendre en 1861. Parmi ses hommes se trouvent les futurs hors-la-loi du gang James-Younger : Frank James, Cole et Jim Younger.
Les bushwhackers atteignent la ville à l’aube du 21 août, assassinant une partie de ses citoyens et pillant leurs demeures avant d’incendier les bâtiments publics. Les habitants de Lawrence sont encore endormis quand ils pénètrent dans la ville et ne peuvent se grouper pour organiser une quelconque forme de défense. Les assaillants forcent l’entrée des maisons et abattent froidement leurs occupants. Quant à ceux qui tentent de s’enfuir, ils leur tirent dessus. Les supplications des épouses ou des mères pour épargner leurs maris ou leurs fils n’ont aucun impact. La série de meurtres, de pillages et de destructions dure jusqu’à dix heures du matin : plus de 180 hommes et garçons ont été tués, 185 bâtiments brûlés et la plupart des magasins et des banques pillés. 
Averti à temps de la présence des hommes de Quantrill dans la ville, Lane s’échappe en traversant un champ de maïs, encore vêtu de sa robe de chambre. Deux heures plus tard, après avoir rassemblé une centaine de citoyens, Lane attaque les arrières de Quantrill près de Brooklyn (Kansas).

## Dans la culture populaire
- Le film de Ray Enright, Kansas en feu (1950), est en grande partie consacré à cet évènement.
- Le film de William Witney, Représailles en Arizona de 1965, l'évoque également.
- Le film d'Ang Lee, Chevauchée avec le diable (1999), dépeint le massacre de Lawrence.
- L'album de bande-dessinée Quantrill de la série Les Tuniques bleues de Lambil et Raoul Cauvin, édité en 1992.
- Le diptyque d'albums de bande dessinée, Les Démons du Missouri / Terreur sur le Kansas dans la série La Jeunesse de Blueberry parle des événements qui précèdent le massacre de Lawrence, et présente le conflit entre Quantrill et Lane.
- La bande dessinée « Stern - le Croque-mort, le Clochard et l’Assassin » de Frédéric et Julien Maffre[3], y fait référence.